# Scleroderma columnare
Scleroderma columnare är en svampart som beskrevs av Berk. & Broome 1873. Scleroderma columnare ingår i släktet Scleroderma och familjen rottryfflar.   Inga underarter finns listade i Catalogue of Life.